# Drumnadrochit
Drumnadrochit est un village du Royaume-Uni situé en Écosse, sur la côte ouest du loch Ness. On y trouve le château d'Urquhart.